# Saint-Évarzec
 Saint-Évarzec  (en bretón Sant-Evarzeg) es una población y comuna francesa, situada en la región de Bretaña, departamento de Finisterre, en el distrito de Quimper y cantón de Fouesnant.

## Demografía
| 1379 | 1362 | 1917 | 2525 | 2966 | 2897 |
| Para los censos de 1962 a 1999 la población legal corresponde a la población sin duplicidades (Fuente: INSEE [Consultar]) |      |      |      |      |      |